# Kijowiec (wieś w gminie Zalesie)
Kijowiec – wieś w Polsce położona w województwie lubelskim, w powiecie bialskim, w gminie Zalesie.
| SIMC    | Nazwa     | Rodzaj    |
| ------- | --------- | --------- |
| 0022830 | Nowinka   | część wsi |
| 0022846 | Starzynka | część wsi |

Wieś królewska ekonomii brzeskiej położona była w końcu XVIII wieku w powiecie brzeskolitewskim województwa brzeskolitewskiego. 
W latach 1954–1959 wieś należała i była siedzibą władz gromady Kijowiec, po jej zniesieniu w gromadzie Zalesie. W latach 1975–1998 miejscowość administracyjnie należała do województwa bialskopodlaskiego.
Wieś jest sołectwem w gminie Zalesie. Według Narodowego Spisu Powszechnego z roku 2011 wieś liczyła 318 mieszkańców i była czwartą co do wielkości miejscowością gminy.
We wsi znajduje się parafialna cerkiew prawosławna pod wezwaniem Świętego Ducha oraz kaplica rzymskokatolicka  parafii Przemienienia Pańskiego w Malowej Górze.